# Cajueiro de Pirangi
O cajueiro de Pirangi é uma árvore gigante localizada na praia de Pirangi do Norte no município de Parnamirim, a doze quilômetros ao sul de Natal, capital do estado brasileiro do Rio Grande do Norte.
A árvore cobre uma área de aproximadamente 8 500 m², com um perímetro de aproximadamente 500 m e produz cerca de 70 a 80 mil cajus na safra, o equivalente a 2,5 toneladas. E seu tamanho é o equivalente a 70 cajueiros. O cajueiro teria sido plantado em 1888 por um pescador chamado Luís Inácio de Oliveira; o pescador morreu, com 93 anos de idade, sob as sombras do cajueiro.

## Crescimento da árvore

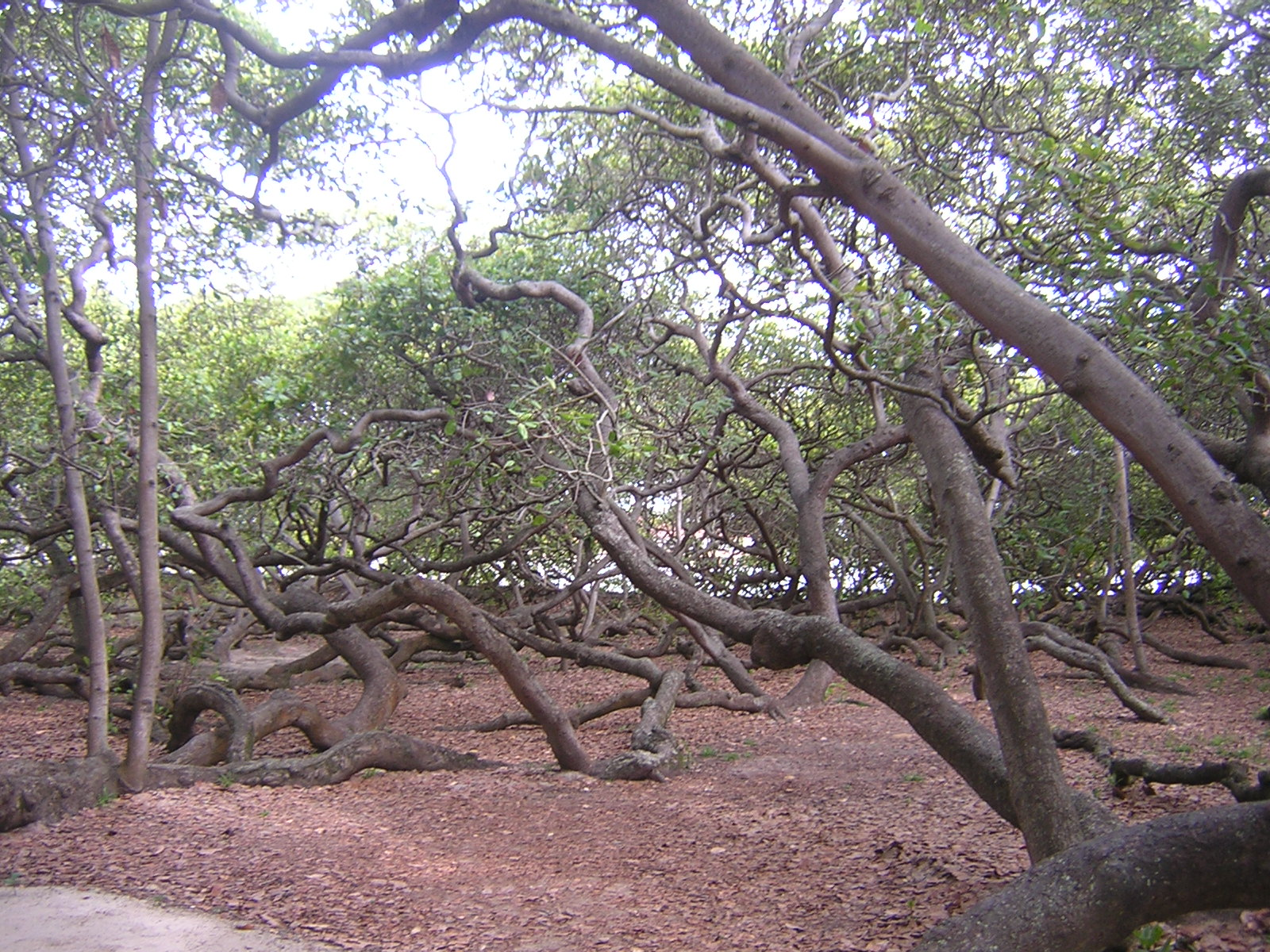
Galhos do cajueiro, produzindo novas raízes.

O crescimento da árvore é explicado pela conjunção de duas anomalias genéticas. Primeiro, em vez de crescer para cima, os galhos da árvore crescem para os lados; com o tempo, por causa do próprio peso, os galhos tendem a se curvar para baixo, até alcançar o solo. Observa-se, então, a segunda anomalia: ao tocar o solo, os galhos começam a criar raízes, e daí passam a crescer novamente, como se fossem troncos de uma outra árvore. A repetição desse processo causa a impressão de que existem vários cajueiros, mas na realidade trata-se de dois cajueiros. O maior, que sofre da mencionada anomalia, cobre aproximadamente 95% da área do parque; existe também um outro cajueiro, plantado alguns poucos anos antes, que não sofre da anomalia.
O tronco principal divide-se em cinco galhos; quatro desses galhos sofreram a alteração genética, e criaram raízes e troncos que deram origem ao gigantismo da árvore. Apenas um dos galhos teve comportamento normal, e parou de crescer após alcançar o solo; os habitantes do local apelidaram esse galho de "Salário Mínimo". As raízes do cajueiro podem chegar a 10m de profundidade.
Em 1955, a histórica revista O Cruzeiro batizou o cajueiro de "O Polvo" e definiu o fenômeno como uma "sinfonia inacabada" de "galhos lançados em progressão geométrica". À época, a planta tinha 2.000 m² de área. Em 1994, o cajueiro entrou para o Guinness Book.
Existe um mirante no próprio cajueiro que é muito frequentado por turistas. Dele, se tem uma visão panorâmica do cajueiro e da praia de Pirangi do Norte.

## Controvérsias

### Poda

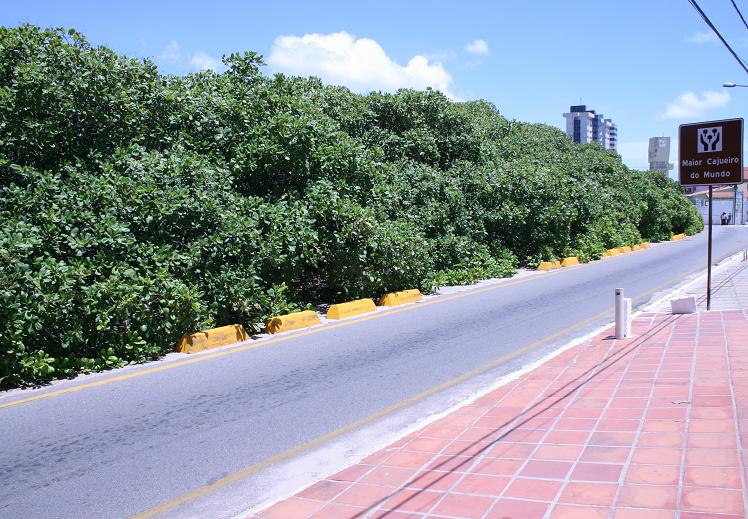
O cajueiro invadindo a pista da Rota do Sol.

Questão polêmica, a poda do cajueiro divide a opinião da população.
Há os que são a favor, com o principal argumento de que com a poda realizada, o trânsito da Rota do Sol (um dos acessos ao litoral sul) iria fluir melhor, já que o cajueiro está invadindo a pista e criando congestionamento de transito em horários de pico. Além disso, moradores que têm suas casas próximas ao cajueiro temem que a árvore avance em direção às residências.
Há também os que são contra, pois defendem que se a poda for realizada, o cajueiro poderá ter comportamento inesperado e morrer, causando prejuízos à natureza e ao turismo do estado.
Em 15 de dezembro de 2012, foi inaugurado um caramanchão ao longo da Av. Dep. Márcio Marinho, que irá fazer com que os galhos da árvore fiquem suspensos por cima da avenida.

### Disputa do título
Atualmente o título de maior cajueiro do mundo está ameaçado pois recentemente surgiu a concorrência do Cajueiro-rei do Piauí, localizado no município de  Cajueiro da Praia, no estado do Piauí. Um estudo divulgado pela secretaria estadual de Turismo do Piauí em fevereiro de 2016 afirma que o cajueiro piauiense tem 8 800 m², enquanto o do Rio Grande do Norte tem 8 500 m², o piauiense sendo portanto 300 m² maior que o potiguar,  tornando-se possivelmente o "maior cajueiro do mundo".